# Landwind

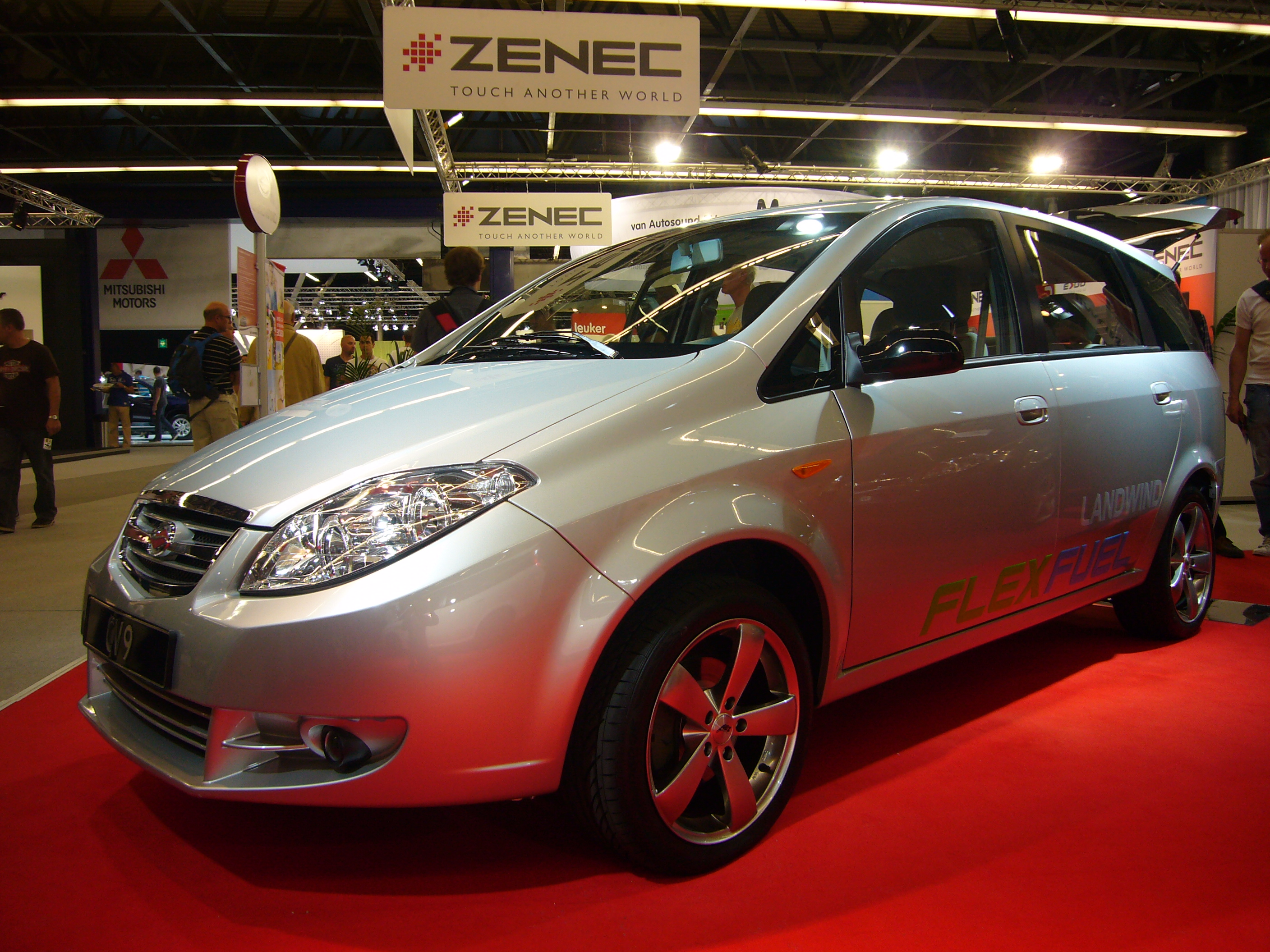
Landwind CV9.

Landwind är en serie personbilar och ett bilmärke av kinesiska Jiangling Motors.

## Modeller
- Landwind CV7
- Landwind CV9
- Landwind X5
- Landwind X6
- Landwind X7
- Landwind X8
- Landwind X9